# Hammaptera
Hammaptera là một chi bướm đêm thuộc họ Geometridae.